# گراند-میخاوه
گراند-میخاوه (به لهستانی:  Grądy-Michały) یک روستا در لهستان است که در گمینا گرابووو واقع شده‌است. گراند-میخاوه ۴۰ نفر جمعیت دارد.